# Moves Me
Moves Me je první EP a první nahrávka zpěvačky a herečky Demi Lovato. Vyšla 3. března 2007 na nezávislém vydavatelství Well Go USA Records, ale byla nahrána v roce 2002, když jí bylo 10 let, s hlasem, který nebyl zralý jako dnes. Jediná kompletní píseň je "Moves Me", zbytek tvoří malé vzorky, které netrvají déle než minutu, což by mohlo být debutové album Demi.
Práce byla inspirována jedním z idolů, Johnem Mayerem.

## Singly
- "Moves Me" byl první singl z EP, které vyšlo v roce 2002, mělo videoklip ukazující Demi-styl tanečních pohybů od Britney Spears, singl byl převzat v roce 2002 kvůli uvolnění E.P.
- "Mirror" je druhý singl z Moves Me, píseň byla vydána v roce 2000-2001 a hudba z videa byla vypuštěna v roce 2005.
- "Not Yet" je třetí singl z Moves Me. Singl vyšel v roce 2006, ale nebyl úspěšný, až v roce 2008, do té doby o něm nikdo nevěděl.

## Seznam skladeb

### Standardní vydání
| #  | Název                         | Autor                                  | Délka |
| -- | ----------------------------- | -------------------------------------- | ----- |
| 1. | "Moves Me"                    | Demi Lovato                            | 3:51  |
| 2. | "Not Yet"                     | Scott Cutler, Anne Preven, Demi Lovato | 1:01  |
| 3. | "Mirror"                      | Lovato                                 | 0:47  |
| 4. | "Moves Me (Instrumental mix)" |                                        | 4:06  |
| 5. | "Moves Me (Karaoke mix)"      |                                        | 2:45  |
| 6. | "Ride"                        | Lovato                                 | 0:32  |